# Sergiusz Szarypkin
Sergiusz Szarypkin, Serhij Szarypkin (ukr. Сергій Шарипкін, w transkrypcji oficjalnej Serhiy Sharypkin, Serguey Sharypkin) (ur. 22 października 1941 w Semipałatyńsku, na obszarze dzisiejszego Kazachstanu, zm. 19 listopada 2020 w Rokszycach) – polski i ukraiński filolog klasyczny, językoznawca, historyk-starożytnik, specjalista z zakresu indoeuropeistyki i mykenologii, profesor zwyczajny Uniwersytetu Jana Kochanowskiego w Kielcach, filia w Piotrkowie Trybunalskim, redaktor naczelny czasopisma naukowego „Do-so-mo”.

## Życiorys

### Rodzina i wczesna młodość
Był synem Jakowa Szarypkina, filozofa, nauczyciela akademickiego, i Olgi, nauczycielki języka angielskiego. Ród Szarypkinów pochodził z Mordowii, natomiast matka Olga miała polskie korzenie, podobnie jak jej pierwszy mąż zamordowany przez NKWD w roku 1937.
Urodził się w Kazachstanie, gdzie rodzice zostali przeniesieni w przededniu II wojny światowej. W 1945 roku Szarypkinowie osiedlili się we Lwowie, gdzie młody Sergiusz wyrósł na lwowiaka posługującego się językiem ukraińskim, rosyjskim i polskim.
Prof. Szarypkin był dwukrotnie żonaty. Z pierwszego małżeństwa miał dwoje dzieci: córkę i syna. Dzieci i wnuki mieszkają w Kanadzie. Druga żona, Krystyna, była Ukrainką polskiego pochodzenia, urodzoną na obszarze Drugiej Rzeczypospolitej Polskiej. Zarówno żona, jak i prof. Szarypkin uzyskali obywatelstwo polskie, przyznane im decyzją Prezydenta RP.

### Wykształcenie
Po ukończeniu szkoły (1958) studiował na Uniwersytecie im. Iwana Franki we Lwowie. Jego nauczycielem był prof. Salomon Lurje, rosyjski filolog klasyczny i jeden z twórców mykenologii. Studia ukończył w 1963 roku.

### Kariera naukowa
- W 1972 roku uzyskał stopień kandydata nauk (tj. doktora).
- W 1990 roku uzyskał stopień doktora nauk (czyli doktora habilitowanego).
- W latach 1996–2001 pracował na etacie profesora nadzwyczajnego w Wyższej Szkole Pedagogicznej w Olsztynie, która następnie przekształciła się w Uniwersytet Warmińsko-Mazurski w Olsztynie.
- W 2000 roku uruchomił w Olsztynie naukowe czasopismo mykenologiczne „Do-so-mo”, które następnie ukazywało się w Piotrkowie Trybunalskim. Ogółem ukazało się jedenaście tomów tego czasopisma.
- W 2001 roku przebywał na stażu naukowym w Grecji jako stypendysta fundacji A. Onassisa.
- Od roku 2002 aż do emerytury (2012) pracował na etacie profesora zwyczajnego w Akademii Świętokrzyskiej w Kielcach, filia w Piotrkowie Trybunalskim, która w marcu 2008 roku przekształciła się w Uniwersytet Przyrodniczo-Humanistyczny Jana Kochanowskiego.
- Tytuł profesora uzyskał nie tylko na Ukrainie, lecz także w Polsce.

## Zainteresowania
Jego zainteresowania naukowe dotyczyły filologii klasycznej i językoznawstwa. Główne pola badawcze to:
- mykenologia (filologia mykeńska), najdawniejsza epigrafika grecka;
- pismo linearne B, zasady jego funkcjonowania.
- cywilizacja egejska epoki brązu – aspekty polityczne i kulturowe;
- katastrofy naturalne w dobie antycznej; wybuch wulkanu na Santorynie;
- kategoria przypadka w językach indoeuropejskich;
- kategoria liczby, w tym zagadnienie liczby podwójnej;
- łacińska terminologia medyczna;
- geografia świata starożytnego; antyczne chorografie, itineraria, periplusy.
- dzieje kultury antycznej;
- historia filologii klasycznej i mykenologii.

## Publikacje naukowe
Publikował prace naukowe w języku angielskim, francuskim, niemieckim, polskim, rosyjskim, ukraińskim i włoskim.

### Publikacje książkowe
- Pamjatniki drewniejszej greczeskoj pis’mennosti. Wwedienije w mikenologiju, ISBN 5-02-010895-2, Moskwa 1988: „Nauka” (współautorzy: A. A. Mołczanow, W. P. Nieroznak).
- Współczesna łacińska terminologia medyczna. Podręcznik dla studentów (po ukraińsku), Lwów 2000.
- Pomponiusza Meli Chorographia, czyli Opis kręgu ziemi / Pomponii Melae Chorographia sive de situ orbis, ISBN 978-83-7726-014-2, Naukowe Wydawnictwo Piotrkowskie, Piotrków Trybunalski 2011, s. 245.
- System przypadkowy języka starogreckiego, ISBN 978-83-233-4470-4, Wydawnictwo Uniwersytetu Jagiellońskiego, Kraków 2019 (współautor: Hubert Wolanin).

### Artykuły naukowe
- Instrumentalis Mycenaeus – Versuch einer Metatheorie, „Do-so-mo” 1, 2000, s. 25–36.
- La disparition de l’instrumental en grec, „Do-so-mo” 3, 2001, s. 35–40.
- O interpretacji tekstów linearnego pisma B, „Studia Graeco-Latina III”, Toruń 1999, s. 129–145.
- Jeszcze raz o charakterze pisma linearnego B, "Collectanea Philologica" 4, 2002, 31–45.
- Instrumental-Ablative or Separative Locative?, „Do-so-mo” 4-5, 2002–2003, s. 91–107.
- KN Nc 4484 and the Syntax of Mycenaean Cases, „Do-so-mo” 6, 2005, s. 127–142.
- Accusativus przedmiotu wewnętrznego w języku starogreckim, „Do-so-mo” 7, 2007, s. 179–205.
- Accusativus w języku Homera, [w:] A. Marchewka (red.), „Rem acu tangere”. Studia Interdisciplinaria ad Linguam et Litteras Graecorum Antiquorum Pertinentia, Wyd. Uniwersytetu Gdańskiego, Gdańsk 2008, s. 29–41.
- Irrelevant Phonetic Features and the Rules of the Linear B Script, [w:] “Pasiphae” 2 (2008): Coloquium Romanum. Atti del XII Colloquio Internazionale di Micenologia, Pisa – Roma 2008: Fabrizio Serra Editore, s. 735–752.
- Mycenaean Dual Reconsidered, „Do-so-mo” 8, 2009, s. 69–76.
- Ancient Greek and Indo-European Partitive Genitive in the Light of Finno-Ugric Evidence, „Studia Indogermanica Lodziensia” 6, 2009, s. 113–141.
- Una nuova testimonianza in favore della strumentale "puro", "Do-so-mo" 9, 2011, s. 39–45.